# Coyolxauhqui
En la mitologia asteca Coyolxauhqui és una deessa símbol de la Lluna. Es representa com una dona esquarterada, a causa del tracte del seu germà Huitzilopochtli, ja que junt amb els seus 400 germans, va intentar matar a la seva mare Coatlicue quan aquesta quedà embarassada de Huitzilopochtli (per mitjà d'una ploma).
L'any 1978, els treballadors d'una companyia elèctrica van descobrir accidentalment un gran relleu de pedra que representava Coyolxauhqui a Ciutat de Mèxic. El descobriment de la pedra Coyolxauhqui va portar a una excavació a gran escala, dirigida per Eduardo Matos Moctezuma, per desenterrar el Huēyi Teōcalli (Templo Mayor en castellà). La posició destacada de la pedra Coyolxauhqui suggereix la importància de la seva derrota per Huitzilopochtli en la religió asteca i la identitat nacional.